# 영국 뇌물수수법
영국 뇌물수수법(영어 : Bribery Act 2010)은 뇌물수수에 대한 형벌 법규를 내용으로 하는 영국의 법률이다.
수십 년에 걸친 보고서와 초안을 거쳐 2009년에 여왕연설에서 의회에 제출되고 2010년 4월 8일에 여왕의 재가를 받았다. 당초 2010년 4월 시행 예정이었지만, 2011년 7월 1일로 변경되었다. 기존의 뇌물에 관한 모든 법령과 관습법을 폐지하고 그 대신 뇌물, 뇌물 수수 외국 공무원에 대한 뇌물 영리 조직의 뇌물 방지 조치의 불이행죄 등이 신설되었다.
이 법에 규정된 범죄을 범한 자에 대한 벌칙으로는 최대 10년의 징역 또는 무제한 벌금, 그리고 2002년 범죄수익법(Proceeds of Crime Act 2002)에 따라 재산의 몰수, 심지어 1986년 회사 이사자격 박탈법 (Company Directors Disqualification Act 1986)에 따라 이사 자격의 박탈이 가능하다. 이 법은 세계주의에 따라 범죄가 어디에서 발생했는지를 불문하고, 영국에 관계가 있는 개인 또는 회사를 기소 할 수 있다. 이 법은 "세계에서 가장 가혹한 부패 방지법」라고 세계 시장에서 용인되는 행위를 범죄화하고, 영국 기업들이 경쟁에서 불리해 질 우려가 생기고 있다.

## 내용

### 외국 공무원에 대한 뇌물죄
외국 공무원에 대한 뇌물죄는 6조에 규정 된 독립적인 범죄로 OECD 외국 공무원 뇌물 방지 협약에 입각있는. 외국 공무원에게 직접 또는 제3자를 통해 금전 기타의 이익을 약속, 제안 또는 공여하는 행위는 그 이익이 합법적으로 지급되는 것이 아닌 경우, 이 범죄에 해당한다. 외국 공무원은 동조 4 항에서 "외국의 입법, 행정 또는 사법상의 지위를 가진 자 외국 또는 외국 정부를 위해 공적인 직무를 수행 모든 자 또는 공적 국제기구의 직원 또는 사무 수탁자」라고 한다. "제삼자를 통해"당 규정은 범죄 성립을 피하기 위해 대리인을 사용하는 것을 방지하는 의미가 포함되어있다. 다만, 당해 외국 공무원 국가의 법률이 공무원이 제안된 이익을 수령하는 것을 허용하고 있는지 요구하는 경우 범죄는 성립하지 않는다. 일반 뇌물 죄와 달리 결과적으로 공무원에 의해 악의적인 행위가 이루어지기를 요구하지 않는다. 이것이 본 법과 OECD 외국 공무원 뇌물 방지 협약과의 차이이다. 6 조의 죄는 뇌물 만 규정하고 있고, 뇌물 수수와 뇌물로받는 것을 동의 대해서는 규정하지 않는다.

### 소추 및 처벌
이 법에 규정된 범죄을 범한 자에 대한 벌칙으로는 최대 10년의 징역 또는 무제한 벌금, 그리고 2002년 범죄수익법(Proceeds of Crime Act 2002)에 따라 재산의 몰수, 심지어 1986년 회사 이사자격 박탈법 (Company Directors Disqualification Act 1986)에 따라 이사 자격의 박탈이 가능하다.

### 기타 규정
이 법의 적용 범위는12 조에 규정되어 있다. 이 법이 적용되려면, 영국 국내에서 범죄를 저지하거나 영국 국외에서 영국 국내에서 실시하고 있으면 범죄를 구성하는 방식으로 활동 한 경우이어야 한다. 후자의 경우에 기소하기 위해서는 행위자에 영국에게 "밀접한 관계"가 필요하며, 영국 시민이나 거주자, 피보호자, 영국에서 설립 된 회사 스코틀랜드의 [제휴]] 등이 포함된다.

## 평가
이 법은 "세계에서 가장 가혹한 부패 방지법"로 선정되었으며, 미국의 연방 해외 부패 방지법에 의해 정해진 기준보다 엄격한 것이되어있는. 광범위하게 설계도를 다양한 측면에서 기존의 부패 방지법이 개선 되었음에도 불구하고 심각한 우려가 있다. 그것은 주로 이법이 영국 산업의 국제 시장에서의 경쟁을 저해한다는 점이다. David Aaronberg과 Nichola Higgins는 Archbold Review에서 특히 6조는 도덕적으로 문제가 있지만 법적으로 허용되는 같은 활동도 잠재적으로 포함되어 있다고 말하고 있다. Aisha Anwar와 Gavin Deeprose도 같은 방향으로 Scots Law Times에서 특히 문제가 있는 부분으로 기업의 접대나 촉진 · 결제(facilitation payment)을 꼽았고, 본질적으로 지급인에 대한 공생이며, 영국에서는 일반적인 특징은 아니지만 많은 국제 지역에서는 매우 흔한 것이며, 그들은 상업 세계에서 허용되고 있음에도 불구하고 이 법의 범위에 들어갈지도 모른다 없다고 말하고 있다.

## 참고 문헌
- 일본어 위키백과 번역

## 같이 보기
- 해외부패방지법
- OECD 뇌물방지협약